# Hochtiefhaus

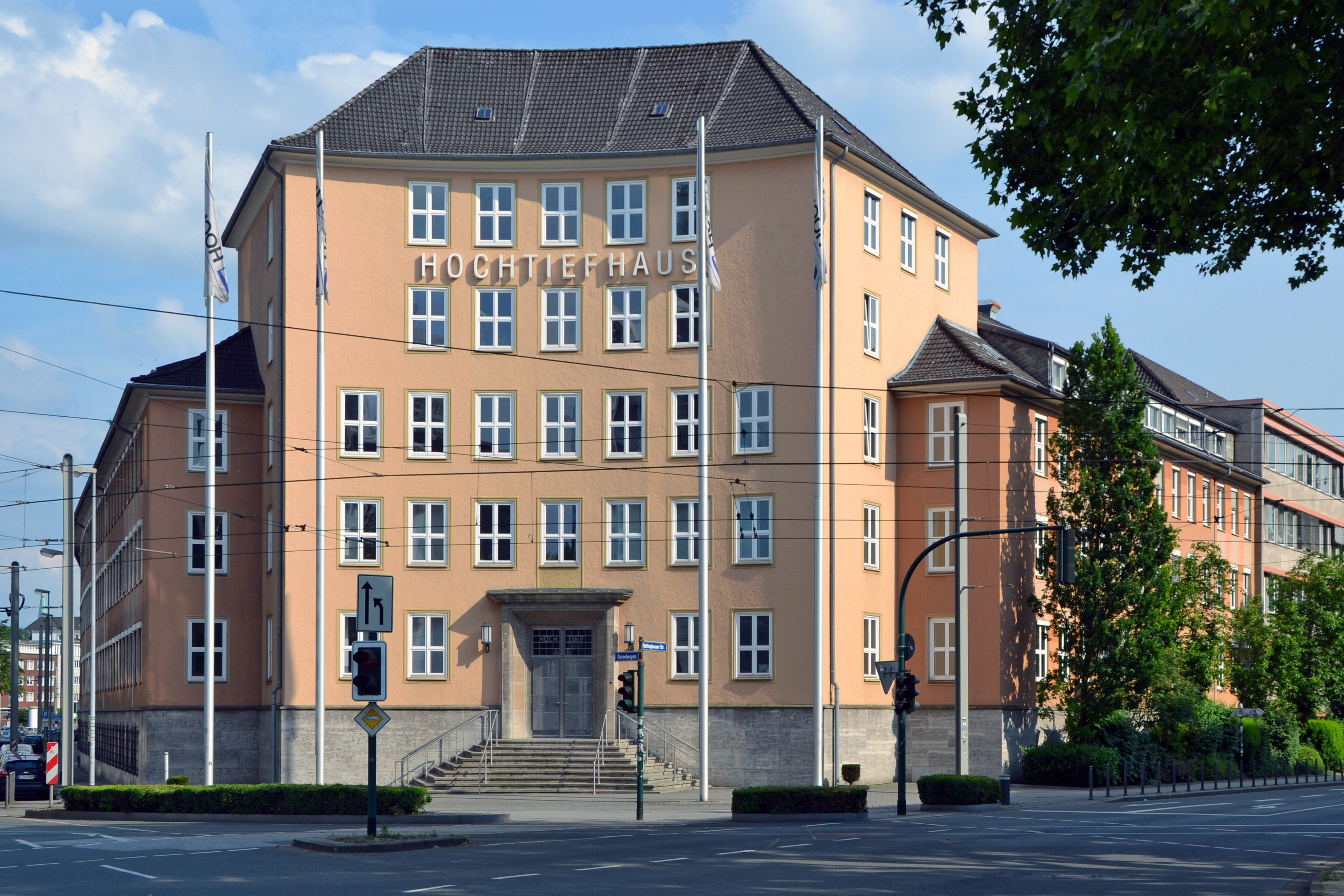
Hochtiefhaus am Opernplatz

Das Hochtiefhaus im Essener Südviertel war zwischen 1938 und 2020 Sitz der Konzernzentrale des Baukonzerns Hochtief.

## Geschichte und Architektur
Das 1873 in Frankfurt am Main gegründete Bauunternehmen Hochtief verlegte seinen Firmensitz 1922 nach Essen in das Victoriahaus am Pferdemarkt, das im Zweiten Weltkrieg zerstört wurde.
Im Februar/März 1937 begann der Bau der heutigen Konzernzentrale an der Rellinghauser Straße 53, seit 1996 heißt diese Adresse Opernplatz 2, südlich der Essener Innenstadt. Die Architekten Curt Bucerius und Theodor Kleemann hatten es im eher „zurückhaltenden Stil entworfen und orientierten sich dabei nicht am Zeitgeist“, dem oft monumentalen Stil der 1930er Jahre. Es entstand ein spitzwinkliger Kopfbau mit unterschiedlich langen Seitenflügeln und Haupteingang am heutigen Opernplatz. Im April 1938 folgte der Bezug des Gebäudes, das über eine damals moderne Telefonzentrale, eine Lichtpauserei, Sozialräume und ein Mitarbeiter-Kasino verfügte.

## Heutiger Zustand
Im Krieg blieb das Gebäude weitgehend von Zerstörungen verschont, erfuhr aber in den 1960er Jahren ein paar Umbauten. Heute ist einiges am Gebäude im originalen Zustand erhalten. Dazu zählt als dominierendes Element der Haupteingangsbereich. Die Türflügel der Stahlgusstür, die der Düsseldorfer Bildhauer Erich Kuhn entwarf, stellen typische Arbeitsgänge am Bau dar. Im Innern haben mehrere Renovierungen stattgefunden, insbesondere in den markanten Treppenhäusern.
Das Hochtief-Haus bildet mit dem Westenergie-Turm und dem Aalto-Theater ein architektonisch interessantes Ensemble am Opernplatz.

## Zukunft
Hochtief plante das alte Gebäude zugunsten einer neuen Firmenzentrale an gleicher Stelle abzureißen. Im November 2019 wurde der Gewinner aus fünf Architektenentwürfen im Essener Rathaus vorgestellt. Dieser vom Konzern favorisierte Entwurf stammt aus einem Düsseldorfer Architekturbüro. Es stellt einen sechsgeschossigen Bau für rund 1100 Arbeitsplätze dar. Im Dezember 2019 zogen die Mitarbeiter vom Hochtiefhaus am Opernplatz zum Standort an der Alfredstraße um. Für März 2020 war der Beginn der Abbruchmaßnahmen vorgesehen, welche aufgrund der COVID-19-Pandemie und des Ukrainekriegs bis Januar 2024 nicht noch begonnen wurden. Hochtief sorgt weiterhin für die Sicherheit und Sauberkeit des Gebäudes, verfolgt aber das Projekt des Abrisses und Neubaus derzeit nicht weiter. Das weitere Vorgehen ist unklar (Stand: Mai 2025).